# Wahrlich, wahrlich, ich sage euch
Wahrlich, wahrlich, ich sage euch (BWV 86) ist eine Kirchen-Kantate von Johann Sebastian Bach. Er komponierte sie in Leipzig für den fünften Sonntag nach Ostern, Rogate, und führte sie am 14. Mai 1724 erstmals auf.

## Geschichte und Worte
Bach schrieb die Kantate in Leipzig für den Sonntag Rogate, den fünften Sonntag nach Ostern. Die vorgeschriebenen Lesungen für den Sonntag waren Jak 1,22–27  und Joh 16,23–30  aus den Abschiedsreden Jesu. Das Evangelium enthält die Zusage Jesu: „Wahrlich, wahrlich, ich sage euch: Wenn ihr den Vater um etwas bitten werdet in meinem Namen, wird er’s euch geben“, die der unbekannte Textdichter für den 1. Satz der Kantate wählte. Als Satz 3 benutzt er die 16. Strophe des Chorals Kommt her zu mir, spricht Gottes Sohn (1530) von Georg Grünwald und als Schlusschoral die elfte Strophe von Es ist das Heil uns kommen her von Paul Speratus (1524). Der Dichter behandelt vorsichtig die Frage, wie sich die Zusage mit der Lebenserfahrung vereinbaren lasse. In Satz 2 benutzt er das Bild einer Rose mit Dornen, um widersprüchliche Aspekte zu illustrieren. In den Sätzen 3 und 4 festigt er die Zusage, die allerdings im Zusammenhang mit der Zeit gesehen werden müsse. Satz 5 behandelt das Warten auf die Erfüllung der Zusage, und der Schlusschoral bestätigt, dass Gott die rechte Zeit wisse. Der Aufbau der sechs Sätze – ein Evangeliumzitat zu Beginn, Choräle als Sätze 3 und 6, die Folge von Rezitativ und Arien – ist ähnlich wie in Wo gehest du hin?, eine Woche zuvor erstmals aufgeführt.

## Besetzung und Aufbau
Die Kantate ist besetzt mit drei Vokalsolisten, Alt, Tenor und Bass, vierstimmigem Chor nur im Schlusschoral, zwei Oboe d’amore, zwei Violinen, Viola und Basso continuo. Der cantus firmus in Satz 3 wird oft vom Chorsopran übernommen.
1. Arioso (Bass): Wahrlich, wahrlich, ich sage euch
2. Aria (Alt): Ich will doch wohl Rosen brechen
3. Chorale (Sopran): Und was der ewig gütig Gott
4. Recitativo (Tenor): Gott macht es nicht gleichwie die Welt
5. Aria (Tenor): Gott hilft gewiß
6. Choral: Die Hoffnung wart’ der rechten Zeit

## Musik
Bach wies das Bibelzitat dem Bass als der Vox Christi zu. Die Instrumente, Streicher, die vermutlich von Oboen verstärkt wurden, führen Motive ein, die dann die Singstimme übernimmt. Der Bass trägt den ziemlich langen Text dreimal vor, während die Instrumente weiterhin die gesanglichen Motive fortführen.
In Satz 2 wird der Alt von den Streichern begleitet sowie einer obligaten Violine, deren virtuose Figurationen vielleicht das himmlische Licht illustrieren, das als endgültige Erfüllung verheißen ist. In Satz drei singt der Sopran den cantus firmus des Chorals in langen unverzierten Noten, eingebettet in ein Trio von zwei Oboi d’amore und Continuo. In Satz 5, der letzten Arie, führt die Violine ein Motiv aus fünf Noten ein, das der Tenor auf die Worte „Gott hilft gewiß“ übernimmt. Das Motiv wird von der Violine wiederholt gespielt, als würde die Zusage verstärkt. Der Schlusschoral ist vierstimmig gesetzt.

## Einspielungen
LP / CD
- J. S. Bach: Das Kantatenwerk – Sacred Cantatas, Vol. 5. Nikolaus Harnoncourt, Tölzer Knabenchor, Concentus Musicus Wien, Solist des Tölzer Knabenchor, Paul Esswood, Kurt Equiluz, Ruud van der Meer. Teldec, 1979.
- Die Bach Kantate, Vol. 34., Helmuth Rilling, Gächinger Kantorei, Bach-Collegium Stuttgart, Arleen Augér, Helen Watts, Adalbert Kraus, Walter Heldwein. Hänssler, 1979.
- J. S. Bach: Complete Cantatas, Vol. 9. Ton Koopman, Amsterdam Baroque Orchestra & Choir, Sibylla Rubens, Bernhard Landauer, Christoph Prégardien, Klaus Mertens. Antoine Marchand, 1998.
- Bach Cantatas, Vol. 25: Altenburg/Warwick. John Eliot Gardiner, Monteverdi Choir, English Baroque Soloists, Katharine Fuge, Robin Tyson, Steve Davisilim, Stephan Loges. Soli Deo Gloria, 2000.
- J. S. Bach: Cantatas Vol. 19 (Cantatas from Leipzig 1724). Masaaki Suzuki, Bach Collegium Japan, Yukari Nonoshita, Robin Blaze, Makoto Sakurada, Stephan MacLeod. BIS, 2001.
- Bach: Cantatas BWV 108, 86, 11, 44. Sigiswald Kuijken, La Petite Bande, Siri Thornhill, Petra Noskaiová, Christoph Genz, Jan van der Crabben. Accent, 2010.[1]

DVD
- Wahrlich, wahrlich, ich sage euch. Kantate BWV 86. Rudolf Lutz, Chor und Orchester der J. S. Bach-Stiftung, Terry Wey, Johannes Kaleschke, Markus Volpert. Samt Einführungsworkshop sowie Reflexion von Rudolf Wachter. Gallus Media, 2015.[2]